# Melpomene (växter)
Melpomene är ett släkte av stensöteväxter. Melpomene ingår i familjen stensöteväxter.

## Dottertaxa tillMelpomene, i alfabetisk ordning[1]
- Melpomene albicans
- Melpomene allosuroides
- Melpomene anazalea
- Melpomene assurgens
- Melpomene brevipes
- Melpomene caput-gorgonis
- Melpomene deltata
- Melpomene erecta
- Melpomene firma
- Melpomene flabelliformis
- Melpomene flagellata
- Melpomene gracilis
- Melpomene huancabambensis
- Melpomene jimenezii
- Melpomene leptostoma
- Melpomene melanosticta
- Melpomene michaelium
- Melpomene moniliformis
- Melpomene occidentalis
- Melpomene paradoxa
- Melpomene pennellii
- Melpomene personata
- Melpomene peruviana
- Melpomene pilosissima
- Melpomene pseudonutans
- Melpomene rosarum
- Melpomene sklenarii
- Melpomene sodiroi
- Melpomene vernicosa
- Melpomene wolfii
- Melpomene vulcanica
- Melpomene xiphopteroides
- Melpomene youngii
- Melpomene zempoaltepetlensis